# Furacão Hattie
O furacão Hattie foi um furacão de categoria 5 que açoitou a América Central em 1961, acabando com a vida de umas 319 pessoas.

Ao chegar até ao Oceano Pacífico ganhou-se o nome de Simone.